# Amitis (filha de Astíages)
Amitis, segundo Ctésias, foi uma filha de Astíages e esposa de Ciro, o Grande. Pelo texto de Ctésias preservado em epítome por Fócio, pode-se inferir que Amitis foi a mãe de Cambises II e seu irmão, que seria assassinado e substituído pelo mago. Na versão de Heródoto, a mãe de Cambises seria Cassandana, filha do persa Farnaspes, ou Nitetis, filha do faraó Apriés.
De acordo com o historiador Richard Edmund Tyrwhitt, Amitis seria neta, e não filha, de Astíages, pois Ctésias costumava confundir filhos com netos.

## Biografia

### Primeiro casamento
De acordo com Ctésias de Cnido, no texto preservado pela epítome do patriarca Fócio, Amitis, filha de Astíages, foi casada com Espitamas. Fócio observa que Ctésias difere de Heródoto, pois enquanto em Heródoto Ciro é parente de Astíages, em Ctésias os dois não são parentes de sangue. Ela teve dois filhos com Espitamas, Espitaces e Megabernes.

### Segundo casamento
Quando Ciro, o Grande derrotou os medos, Astíages fugiu de Ecbátana e se escondeu, sendo ajudado por Amitis e Espitamas. Ciro então ordenou que Espitamas, Amitis e seus dois filhos fossem torturados por ajudar Astíages, que se entregou para poupar os netos.
Astíages foi aprisionado e levado em correntes por Ebares, mas logo em seguida foi solto por Ciro e tratado como seu pai, e Amitis foi tratada por Ciro como sua mãe, porém ele a tomou por esposa. Espitamas, porém, foi executado, porque havia dito que não sabia onde estava Astíages. De acordo com Heródoto, Astíages tinha uma filha chamada Mandane, que se casou com Cambises I e dessa união nasceu Ciro. Se esse relato estiver certo, o casamento de Ciro com Amitis seria um caso incomum de incesto, pois ele estaria tomando sua tia como esposa.
Durante a guerra contra os sacas, Ciro capturou seu rei Amorges; a esposa do rei, Esparetra, trouxe um exército de 300.000 homens e 200.000 mulheres e derrotou Ciro, capturando Parmises, irmão de Amitis, junto com seus três filhos, que foram trocados por Amorges.
Quando Ciro enviou o eunuco Petisacas para trazer Astíages, que estava com os barcaninos, Ebares aconselhou Petisacas a deixar Astíages no caminho, para que ele morresse de fome e sede. O crime foi revelado através de um sonho, e Ciro, a pedido de Amitis, executou Petisacas, primeiro arrancando seus olhos, depois sendo chicoteado e finalmente sendo crucificado. Ebares, para não sofrer o mesmo destino, matou-se ao ficar dez dias em jejum.

### Viúva de Ciro
Ciro, pouco antes de morrer, nomeou seu filho Cambises II como herdeiro e outro filho, Tanioxarces, como governador da Báctria. Os filhos de Amitis com Espitamas também receberam satrapias; Espitaces foi nomeado sátrapa dos dérbices e Megabernes dos barcarianos, com ordens de obedecer à sua mãe.
Quando o mago Esfendadates começou a conspirar contra Tanioxarces, Amitis, mãe de Cambises, avisou o filho para não confiar no mago, mas Cambises resolveu matar o irmão. Cinco anos após Cambises haver assassinado Tanioxarces e substituído pelo mago Esfendadates, Amitis descobriu a trama através do eunuco Tibetis; após exigir que Cambises a entregasse Esfendadates, e ter este pedido recusado, ela suicidou-se por ingestão de veneno.
O falso Tanioxarces, após a morte de Cambises, assumiu o trono da Pérsia, como se fosse o irmão do rei, até ser deposto pelos sete persas, nos eventos que levaram à ascensão de Dario I.

## Possíveis descendentes
De acordo com Ctésias, Amitis foi mãe de Cambises II e Esmérdis (Tanioxarces). O fato de Cambises e Esmérdis terem tido a mesma mãe é confirmado pela inscrição de Bisotum. Heródoto também diz que eles tinha a mesma mãe, e afirma que mãe deles era Cassandana. A afirmação de Ctésias de que a mãe de Cambises e Esmérdis era Amitis não é muito confiável e provavelmente está errada; por outro lado o relato de Heródoto é mais confiável para considerarmos sua afirmação verdadeira.
Na epítome de Fócio, uma outra Amitis, a filha de Xerxes, é citada como tendo uma avó de nome Amitis. Baseando-se neste dado (e considerando que Ctésias confunde filhos com netos, Amitis seria a avó de Xerxes. Richard Tyrwhitt também inclui Atossa, filha de Ciro, esposa de Dario I e mãe de Xerxes, como filha de Amitis.